# یوتاکا کانکو
یوتاکا کانکو (انگلیسی: Yutaka Kaneko؛ زادهٔ ۱۶ اکتبر ۱۹۷۹) بازیکن فوتبال اهل ژاپن است.